# W. Bell
W. Bell (Lebensdaten unbekannt) war ein schottischer Fußballspieler.

## Karriere
W. Bell spielte in der Saison 1891/92 für den FC Dumbarton. Dabei kam er einmal gegen den FC Cambuslang am 15. August 1891 zum Einsatz. Mit Dumbarton gewann er in dieser Spielzeit die Schottische Meisterschaft.

## Erfolge
mit dem FC Dumbarton
- Schottischer Meister (1): 1892